# Вольпертсхаузен
Вольпертсхаузен (нем. Wolpertshausen) — община в Германии, в земле Баден-Вюртемберг.
Подчиняется административному округу Штутгарт. Входит в состав района Швебиш-Халль. Население составляет 2325 человека (на 31 декабря 2020 года). Занимает площадь 27,42 км².

## География

### Географическое положение
Вольпертсхаузен находится примерно в 15 км к северо-востоку от районного центра, города Швебиш-Халль. Районы Унтершеффах, Хопфах и Крёффельбах расположены в Бюлертале, глубоко врезанном в ракушечник известняка. Как и Вольпертсхаузен, все остальные города расположены на так называемой равнине Ильсхофен. Деревня Хоэнберг расположена на большой высоте, над Бюлерталем. Вид простирается на деревню Крёффельбах, Бюлерталь, а также на самую высокую точку в городской зоне Швебиш-Халль, гору Эйнкорн. На западе хорошо видны Вальденбургские горы. С севера открывается вид на ручей Гриммбахталь, а далеко позади город Лангенбург.

### Границы
Муниципалитет граничит на востоке и юго-востоке с городом Ильсхофен, на юго-западе с окружным городом Швебиш-Халль, на западе с Браунсбахом, а на севере с эксклавом муниципалитета Оберштайнахер в Ильсхофене и с городом Гераброн.

### Муниципальное образование
Муниципалитет Вольпертсхаузен включает одиннадцать деревень и дворов; деревни Вольпертсхаузен, Креффельбах, Хасфельден, Хёрлебах, Хоэнберг, Хопфах, Райнсберг, Рудельсдорф и Унтершеффах, а также дворы Хайде и Ландтурм, и пустоши Аргерсдорф, Ацманнсдорф, Burg der Alten von Altenberg, Хертлинсдорф, Хофштеттен, Оттербаххоф и Вальмерсталь.

### Распределение площади
По данным Государственного статистического управления, по состоянию на 2014 год.

## История

### Времена Древнего Царства
В Унтершеффахе есть остатки разрушенного замка Унтершеффах, окруженного рвом. Четыре других заброшенных замка находятся на горных отрогах справа от Бюлерталем, слева от Хайнлесклинге до Айхельберга и к северу от Хопфаха.
В Средневековье Вольпертсхаузен принадлежал в основном замку Бильриет, как и деревня Крёффельбах.
В 1469 году Йорг фон Розенберг сожгли город Вольпертсхаузен.
В ранний период Нового времени Вольпертсхаузен подчинялся имперскому городу Холл, за исключением вотчины, и принадлежала управлению Бюлера на территории Халлиш-Ланд.

### Времена Вюртемберга
После распада имперского города и захвата сельской местности Галлера в 1802 году город перешел к герцогству, а с 1806 года - к Королевству Вюртемберг. В 1808 году Вольпертсхаузен перешел из Оберамт-Фельберга в Оберамт-Холл. При проведении районной реформы во времена нацистской эпохи в Вюртемберге Вольпертсхаузен перешел в старый район Швебиш-Халля в 1938 году .
Когда Вюртемберг был оккупирован 7-й армией США в 1945 году, 94 здания в Вольпертсхаузене были разрушены во время битвы при Крайльсхайме. Построенные впоследствии новые здания обычно можно узнать по каменному основанию из блоков ракушечника на уровне первого этажа.
После Второй мировой войны регион находился в американской оккупационной зоне и, таким образом, принадлежал вновь основанному регионуВюртемберг-Баден, который был присоединен к нынешнему штату Баден-Вюртемберг в 1952 году.
Во время муниципальной реформы 1970-х годов муниципалитет Вольпертсхаузена остался неизменным.

## Религия
После Реформации 16 века Вольпертсхаузен был преимущественно евангельским. Место принадлежит общине Рейнсберга в церковном округе Швебиш-Халля.

## Политика

### Местный совет
На выборах в муниципальный совет 26 мая 2019 года произошло распределению мест в следующем порядке:
- Свободные избиратели: 5 мест
- Список первый: 4 места
- Список домов: 2 места
- Молодые люди: 1 место

Явка составила 66,22 процента. Кроме того, мэр входит в состав муниципального совета в качестве председателя, который заседает и голосует.

### Мэр
С 1962 по 1990 год мэром был Куно Хаберкерн (нем. Kuno Haberkern). Его преемником стал дипломированный управляющий Юрген Зильбержан (нем. Jürgen Silberzahn), который был переизбран на четвертый срок 21 июля 2014 года с 99,2% действительных голосов при явке 46,0%.

## Достопримечательности
- В Херлебахе сохранилась сухопутная башня Халлер-Ландхиг[11][30][31] на бывшей дороге на север (нынешняя L1042)[32].
- Небольшая часовня Всех Святых (нем. Allerheiligenkapelle) в Унтершеффахе[33] является одним из старейших церковных зданий в этом районе[источник не указан 1146 дней].

### Природные памятники
В районе Хасфельд, к востоку от Рейнсберга, в долине реки Шмерах можно найти многочисленные карстовые воронки.

## Экономика и инфраструктура

### Трафик
Вольпертсхаузен имеет выход на автомагистраль A 6 (перекресток Вольпертсхаузен/Ильсхофен) в одном километре на северо-восток от главного города. L 2218 Крайльсхайм - Швебиш-Халль пересекает ее по старому маршруту B 14 в западном направлении. Затем дорога преодолевает разрез глубиной около 150 метров в Бюлертале на так называемом подъеме Кренфельбахера.

### Компании-резиденты
Ассоциация сельских производителей Schwäbisch Hall AG, занимающаяся сбытом швабских холловых свиней, базируется в Вольпертсхаузене.

## Почетные граждане
- Куно Хаберкерн (1925–2013), мэр

## Другое
- Хасфельден завоевал серебряную медаль на 22-м федеральном конкурсе «У нашей деревни есть будущее» (нем. Unser Dorf hat Zukunft) в 2006 году[36].
- Вольпертсхаузен – деревня биоэнергетики[37][38].

## Веб-ссылки
- Карта муниципалитета Вольпертсхаузен на сайте Государственного института окружающей среды Баден-Вюртемберга (LUBW)
- Карта муниципалитета Вольпертсхаузен на Геопортале Баден-Вюртемберг
- Листы измерительной таблицы Deutsche Fotothek:
  - 6824 Hall 1930 г.
  - 6825 Ilshofen 1937 г.
- Веб-сайты деревень:
  - Хассфельден (недоступная ссылка) Архивировано 2 декабря 2016.
  - Унтершеффах  (недоступная ссылка) Архивировано 11 января 2014.